# الشرقية (فرع العدين)

تعديل مصدري - تعديل

الشرقية محلة تابعة لقرية المحاددين، التابعة لعزلة المزاحن بمديرية فرع العدين إحدى مديريات محافظة إب في الجمهورية اليمنية، بلغ تعداد سكانها 289 حسب تعداد اليمن لعام 2004.